# Calyptops
Calyptops är ett släkte av skalbaggar. Calyptops ingår i familjen vivlar.
Kladogram enligt Catalogue of Life:
| Calyptops | \| \| Calyptops granosa \| \| \| \| \| \| Calyptops granosus \| \| \| \| |
|           | \| \| Calyptops granosa \| \| \| \| \| \| Calyptops granosus \| \| \| \| |
|           | Calyptops granosa                                                        |
|           |                                                                          |
|           | Calyptops granosus                                                       |
|           |                                                                          |